# Gæt 2/3 af gennemsnittet
Gæt 2/3 af gennemsnittet er et spil hvor flere spillere skal gætte på et reelt tal mellem 0 og 100, og forsøge at gætte på 2/3 af gennemsnittet. Vinderen er den person der kommer tættest på. 

## Ligevægtsanalyse
Da ingen ikke kan gætte på et tal over 100, kan gennemsnittet ikke blive over 100. Det kan derfor ikke betale sig at gætte på et tal større end 2/3*100=66,67. Hvis alle ved dette, er der ingen der gætter på et tal større end 66,67, dermed bliver gennemsnittet ikke større end 66,67 og det kan derfor ikke betale sig at gætte på et tal større end 2/3*66,67=44,44. Sådan kan man fortsætte i det uendelige, så hvis alle ved dette, kan det ikke betale sig at gætte på andet end 0.

## Eksperimentelle resultater
Politiken arrangerede en konkurrence efter disse regler. Vinderen gættede 21,6, og mange af deltagerne gættede over 66, og nogle gættede endda på 100. Præmien var på 5000 kroner, og der var 19.196 deltagere. 

## Note
1. ↑ Astrid Schou, Gæt-et-tal konkurrence afslører at vi er irrationelle – Artikel i Politiken med histogram (Webside ikke længere tilgængelig) over gættene.